# Иван-царевич и Белый Полянин
Иван-царевич и Белый Полянин — русская народная сказка, центральным персонажем которой является Иван-царевич. Сказка вошла в сборник А. Н. Афанасьева под номером 161. По замечанию некоторых исследователей, в сказке акцент сделан на мужской дружбе, тогда как женские персонажи практически не прописаны. Кроме того, Белый Полянин охарактеризован как «феноменолизация образцовой модели мужского брутального успеха»

## Сюжет
Иван-царевич после смерти отца становится правителем и оказывается перед угрозой захвата своего царства врагам. Сестры ему рассказывают, что некий Белый Полянин уже 30 лет воюет с Бабой-ягой золотой ногой. После отражения нападения Иван-царевич отправляется на поиски Белого Полянина и находит его спящим в шатре на кургане. По пробуждении между героями начинается богатырский поединок. Белый Полянин проигрывает и молит о пощаде. Былые противники становятся побратимами. Богатыри вместе идут сражаться с войском Бабы-яги. После проигранного сражения она скрывается в подземелье. Спустившись туда по канату, Иван-царевич обнаруживает мастеров (портных и сапожников), которые чудесным образом изготавливают войско (казак с пикой и солдат с ружьем) для своей хозяйки. Убив мастеров герой с помощью девицы из царского терема обнаруживает спящую Бабу-ягу и отрубает ей голову. От девицы Иван-царевич узнает, что в «тридевятом царстве» есть ещё более прекрасная девушка.

## Особенности
В этой сказке Баба-яга имеет ряд специфических черт. Она выступает не как лесная отшельница, а как предводительница «рать-силы несметной», которая воюет в чистом поле. Кроме того, у неё не костяная, а «золотая нога». Функцию Бабы-яги из лесной избушки, которая указывает герою путь, выполняет мужской персонаж «седой старик»

## Образ Белого Полянина
Образ Белого Полянина встречается и украинском фольклоре, однако функционально он сближается с Кощеем Бессмертным (крадет женщин и гибнет от своего коня)

## Экранизация
Диафильм «Иван-царевич и Белый Полянин» 1990 г. выпуска, студия Укркинохроника, Киев. Цветной. Редактор — Т. Сухоставская, художник — Т. Сильваши.